# تمرين فيريتي
تمرين فيريتي هو التمرين الرئيسي الوحيد للاتحاد الغربي.   والذي جرى في يوليو 1949، وشمل 60 سفينة حربية من البحرية البريطانية والفرنسية والبلجيكية والهولندية.  ووصفت صحيفة إخبارية معاصرة هذا التمرين بأنه ينطوي على «أكبر تجمع للسفن الحربية منذ معركة يوتلاند».

## هيكل القيادة
كانت سلطة القيادة للتمرين بيد الاتحاد الغربي. كان المشيرمونتغمري هو رئيس هئية الأركان. 
كان أميرال الأسطول السير رودريك ماكجريجور، في القيادة الشاملة لتمرين فيريتي. في وقت التدريب، كان الأدميرال ماكجريجور يشغل منصب القائد العام لأسطول جزر بريطانيا التابع للبحرية الملكية البريطانية. 

## العملية
تجمع الأسطول المكون من 60 سفينة في خليج ماونت، بالقرب من بينزانس، قبل الإبحار إلى خليج بسكاي للتمرين لمدة أسبوع. عقد المشير مونتغمري حفل استقبال على متن حاملة الطائرات إتش إم إس إمبلاكيبل. رعى الأمير برنهارد حفل كوكتيل على متن الطراد إتش إن إل إم إس ترومب.  المارشال مونتغمري بقي على متن إمبلاكيبل كمراقب أثناء التمرين. 
قامت غواصات، بما في ذلك القارب الفرنسي المتقدم للغاية رولاند موريلو،   بهجمات محاكاة ضد القوافل والتكوينات البحرية باستخدام طوربيدات وهمية. وشمل التدريبات قاذفات قنابل تحلق من المطارات البرية. وشنت حاملات الطائرات الفرنسية والبريطانية أيضًا ضربات جوية، مع تنفيذ إمبلاكابيل بنجاح لعمليات الضرب ضد قوة حاملة الطائرات المعادية (البيضاء) بقيادة حاملات الطائرات الخفيفة إتش إم إس ثيسيوس والفرنسية ارومانش. كما تم تنفيذ عمليات القصف البحري ومرافقة القوافل. وأخيرًا، انضمت زوارق الطوربيد التابعة للبحرية البلجيكية إلى سفن التحالف الأخرى لتنفيذ عمليات مسح الألغام في خليج ويماوث.  
في 4 يوليو، قامت طائرة القوة البيضاء (لانكسترز والمقاتلين الهولنديين) بعمليات تفتيش ضد القوة الزرقاء (التي ترافقها الطائرات الفرنسية والقوارب الطائرة البريطانية) وهي تقترب من خليج بسكاي.
في وقت لاحق، اجتمعت كل من القوات البحرية السطحية في قافلة محاكاة -حاملات الطائرات التي تقف في السفن- مع لانكستر وميتشيلز مع وجود مقاتلات ميتير كغطاء جوي. شن المقاتلون البريون والطائرات الهجومية البحرية هجمات بالمدافع والصواريخ ضد السفن الصغيرة ثم ضد القوة الرئيسية المكونة من أربع حاملات. وتم تنفيذ نفس التمرين في صباح اليوم التالي.
أحد الأمثلة غير المعتادة على تعاون الحلفاء ينطوي على استبدال الجناح الخارجي لطائرة مقاتلة من طراز هوكر سي فوري التي تضررت من ضربة طائر. نظرًا لأن البحرية الملكية الهولندية لم تقدم قطع الغيار المعقدة هذه، تلقت الطائرة التالفة جناحًا بديلاً بعلامات بريطانية.
لخص الأدميرال مكجريجور إنجازات التمرين من خلال ملاحظة: «إن هدف هذه المناورات هو إظهار أننا على استعداد وقادرون على العمل معًا في حالة العدوان... يمكنني القول على الفور أنه كان نجاحًا كبيرًا...» 

## تكوين القوة
وشملت الوحدات البحرية الرئيسية البارجة البريطانية أنسون والحاملات البريطانية إمبلاكابيل، فيكتوريوس وثيسيوس، والحاملة الفرنسية أرومانش. ثلاث سفن بريطانية وخمسة طرادات فرنسية؛ و21 مدمرات ومرافقات المدمرات. 
تضمنت وحدات الطيران سلاح الجو الملكي الهولندي مع قاذفات ميتشل المتوسطة ومقاتلات ميتير. ساهمت بلجيكا بطائرات مقاتلة في المرحلة الأولية. تضمنت قوات سلاح الجو الملكي القاذفات الثقيلة أفرو لانكستر وأفرو لينكولن وزوارق سندرلاند الطائرة ومقاتلات ميتير. كانت السيطرة الشاملة للقيادة الساحلية لسلاح الجو الملكي.
حملت إمبلاكابيل الطائرات المقاتلة دي هافيلاند هورنيت وطائرات المطاردات بلاكبيرن فايربراند. قامت المجموعة 15 الجوية البريطانية بتشغيل هوكر سي فوريز من القواعد البرية.

## روابط خارجية
- جريدة المدى HMS اللامحدودة LEADS WESTERN UNION FLEET فيلم إخباري - Pathé Films على الإنترنت - 14 يوليو 1949